# Colt Brennan
Colton James Brennan (Laguna Beach, 16 de agosto de 1983 - Newport Beach, 11 de mayo de 2021) fue un jugador estadounidense de fútbol americano en la posición de mariscal de campo. Jugó fútbol americano universitario para los Hawaii Rainbow Warriors y fue seleccionado por los Washington Redskins de la National Football League (NFL) en la sexta ronda del Draft de la NFL 2008.
En la temporada 2006, Brennan lanzó la segunda mayor cantidad de touchdowns por pase en una temporada en la historia de la División I de la NCAA. Tiene varios otros registros FBS de la División I de la NCAA.

## Primeros años
Brennan asistió a la escuela secundaria Mater Dei en Santa Ana, California. Ayudó a Mater Dei a avanzar al campeonato de la liga de baloncesto en su último año. Mientras estuvo en Mater Dei, fue el mariscal de campo suplente de Matt Leinart hasta que Leinart se graduó. Después de graduarse de Mater Dei, Brennan asistió a la Worcester Academy en Massachusetts durante un año de posgrado, donde sus receptores principales fueron David Ball, quien rompería el récord de Jerry Rice en recepciones de touchdown en la División I-AA, y Carl Elliott, un antiguo base del equipo de baloncesto de la Universidad George Washington.

## Carrera universitaria

### Universidad de Colorado
Brennan originalmente asistió a la Universidad de Colorado en 2003 como pasante. Pasó el año como redshirt.

#### Despido del equipo
El 28 de enero de 2004, Brennan entró en el dormitorio de una estudiante de la universidad, sin ser invitado y, según la víctima, "se expuso y la acarició", cargo que Brennan negó. Brennan, quien estaba intoxicado en el momento del incidente, fue arrestado y finalmente condenado por cargos de allanamiento, (cumplió una semana en la cárcel junto con libertad condicional hasta que se graduó de la universidad), pero un veredicto de culpabilidad por delitos sexuales ilegales anuló el contacto por falta de pruebas. Brennan recibió la orden de la corte de tomar una prueba de polígrafo sobre el incidente y pasó. Más tarde mostró esos resultados al presidente de Saddleback College, Richard McCullough. Después del incidente, que ocurrió durante un período de tiempo en el que CU estaba experimentando acusaciones de delitos sexuales y fiestas de reclutamiento alocadas que involucraban a varios atletas, fue expulsado del equipo.

### Colegio Saddleback
Brennan luego se transfirió a Saddleback College en California en 2004 y ayudó a llevar a la escuela a un campeonato de conferencias. Fue nombrado con mención honorífica JUCO All-America, jugador ofensivo estatal del año por JuCal Transfer, y primer equipo de la conferencia por su desempeño en esa temporada. Reparó su imagen lo suficientemente bien como para que el entrenador en jefe de la Universidad de Hawái, June Jones, le ofreciera una oportunidad. Buscando poner algo de distancia entre él y sus problemas pasados e interesado en el conocimiento del mariscal de campo de Jones, Brennan aceptó la oferta y rechazó una oferta de San Jose State.

### Universidad de Hawái

#### 2005
Brennan se unió a la Universidad de Hawaii en 2005 y rápidamente se ganó el puesto de mariscal de campo titular. Comenzó 10 de 12 juegos, los únicos juegos que no comenzó fueron contra USC Trojans y los San Diego State Aztecs. Rompió 11 récords ofensivos escolares en lo que fue una exitosa primera temporada con los Rainbow Warriors. Lideró al país en yardas ofensivas totales (4,455) y touchdowns lanzados (35). Sus 4,301 yardas por pase es la octava mayor cantidad en la Western Athletic Conference (WAC). Contra el estado de Nuevo México, registró los números más altos de su carrera en yardas aéreas (515), touchdowns (7) y pases completos (38). También tuvo nueve actuaciones de más de 300 yardas en la temporada, incluidos cuatro juegos de más de 400 yardas y una actuación de 515 yardas.

#### 2006
Brennan ingresó en 2006 como titular indiscutible como mariscal de campo, fue nombrada en múltiples listas de observación de premios y fue votada como el jugador Ofensiva del Año de pretemporada de la WAC. Lideró la nación en eficiencia en anotaciones y pases, terminó la temporada regular con un índice de 182.8 y completó el 72.15% de sus pases, el mejor en la División IA.
Durante la temporada regular, Brennan pasó para 53 touchdowns, quedando 1 pase de touchdown por debajo del récord de una sola temporada de la División IA de la NCAA (establecido en 1990 por David Klingler de la Universidad de Houston). El 24 de diciembre de 2006, en el Hawaii Bowl, Brennan lanzó cinco touchdowns para romper el récord. (Las estadísticas acumuladas durante la postemporada ahora cuentan para los récords). El equipo terminó la temporada con un récord de 11-3, terminando segundo en el WAC detrás de Boise State.
Brennan terminó sexto en la votación del Trofeo Heisman de 2006, detrás de Troy Smith, Darren McFadden, Brady Quinn, Steve Slaton y Mike Hart. Durante la temporada, Brennan lanzó para 5,549 yardas y 58 touchdowns, ambos son récords escolares, y tuvo el índice de eficiencia de pasador más alto de la nación. Según Jones, "Colt es un tipo de dinero. Colt es lo que dije que es: el mejor mariscal de campo universitario de Estados Unidos, y lo demostró esta noche". Durante una conferencia de prensa el 17 de enero, Brennan anunció que regresaría a la Universidad de Hawaii para su temporada sénior. No sentía que estaba completamente preparado para la NFL y necesitaba otro año para prepararse. Regresó a Hawaii como uno de los favoritos de Heisman y uno de los pasadores más prolíficos de la NCAA. Rivals.com lo nombró uno de los 10 mejores mariscales de campo en la temporada 2007.

#### 2007
El 23 de noviembre de 2007, rompió el récord principal de su carrera universitaria en pases de touchdown, lanzando cinco pases de touchdown contra el entonces No.17 de la Universidad Estatal de Boise. Lanzó el récord 122 en el primer cuarto, un pase de anotación de seis yardas a Ryan Grice-Mullen para superar la marca establecida por el ex mariscal de campo de la Universidad Brigham Young, Ty Detmer en 1991. Con el pase, Brennan también rompió el récord de Detmer como jugador responsable de más touchdowns con 136. El equipo de Hawaii venció a Washington Huskies 35-28 en el último juego de la temporada regular para terminar con un récord invicto de 12-0, terminando la temporada 2007 en el puesto No.10 en el AP Top 25, ganando una oferta para 2007 BCS Sugar Bowl contra el No.5 de los Georgia Bulldogs.
El Sugar Bowl resultó ser un asunto unilateral, como Georgia derrotado Hawái (41-10). Brennan completó 22 de 38 para 169 yardas, mientras lanzaba tres intercepciones. A lo largo del juego, Georgia fue capaz de aplicar presión de manera efectiva con solo tres linieros defensivos, lo que le permitió a Georgia colocar a ocho hombres en cobertura. Este juego le costó a Brennan el índice de eficiencia de pasador de todos los tiempos que tenía antes del juego. Más tarde fue citado diciendo: "No es así como quería que terminara mi carrera". Terminó la temporada con 38 touchdowns y 17 intercepciones. Brennan fue seleccionada por segundo año consecutivo como finalista del trofeo Heisman, esta vez terminando en tercer lugar detrás de Tim Tebow y Darren McFadden.

#### June Jones
June Jones, el entrenador de Brennan en Hawaii, tuvo un gran impacto en su carrera y lo ayudó a convertirse en uno de los pasadores más prolíficos en la historia de la División 1 de la NCAA. En una breve entrevista del 6 de enero de 2008, Brennan dijo de Jones: "Obviamente ha hecho mucho por mí porque me dio una oportunidad y eso es realmente lo que estaba buscando... Realmente me dio la confianza para llevar mi juego al siguiente nivel y me dio la confianza para jugar como un All-American". Jones fue fundamental para llevar a Brennan a Hawái durante su segundo año. Después de que los Warriors de Hawái perdieran el Sugar Bowl de 2008 contra la Universidad de Georgia, Jones reveló en una conferencia de prensa que ya no sería entrenador en la Universidad de Hawái.

### Premios y honores
- 2x del primer equipo All- WAC (2006-2007)
- 2x POY ofensivo de WAC (2006-2007)
- 2x AP All-American del tercer equipo (2006-2007)
- 2x finalista del premio O'Brien (2006-2007)
- Trofeo Sammy Baugh (2006)
- Finalista del Premio Unitas Golden Arm (2007)
- Finalista del Trofeo Heisman (2007)

### Estadísticas universitarias
| Estación           | Equipo             | Pases | Pases | Pases | Pases  | Pases | Pases | Pases | Pases | Carreras | Carreras | Carreras | Carreras |
| Estación           | Equipo             | Cmp   | Att   | Pct   | Yds    | Y/A   | TD    | Int   | Rtg   | Att      | Yds      | Avg      | TD       |
| ------------------ | ------------------ | ----- | ----- | ----- | ------ | ----- | ----- | ----- | ----- | -------- | -------- | -------- | -------- |
| 2004               | Ensillada          | 177   | 259   | 68,0  | 2.532  | 9,8   | 23    | 4     | 176,7 | 66       | 57       | 0,9      | 1        |
| 2005               | Hawai              | 350   | 515   | 68,0  | 4.301  | 8.4   | 35    | 13    | 155,5 | 99       | 154      | 1,6      | 2        |
| 2006               | Hawai              | 406   | 559   | 72,6  | 5.549  | 9,9   | 58    | 12    | 186,0 | 86       | 366      | 4.3      | 5        |
| 2007               | Hawai              | 359   | 510   | 70,4  | 4.343  | 8.5   | 38    | 17    | 159,8 | 82       | 27       | 0,3      | 8        |
| Carrera de la NCAA | Carrera de la NCAA | 1,115 | 1,584 | 70,4  | 14.193 | 9.0   | 131   | 42    | 167,6 | 267      | 547      | 2.0      | 15       |

## Carrera profesional

### Washington Redskins
Brennan fue seleccionado por los Washington Redskins en la sexta ronda (186 en total) del Draft de la NFL 2008. Fue el décimo mariscal de campo seleccionado en el draft. El 14 de julio, firmó un contrato de $1.8 millones por cuatro años de contrato.
Brennan apareció en su primer juego de exhibición de la NFL en el Salón de la Fama de 2008 contra los Indianapolis Colts el 3 de agosto. Estuvo impresionante en su debut completando 9 de 10 pases para 123 yardas y 2 touchdowns para un índice de pasador de 157.5 en la victoria de los Redskins. Su éxito continuó dos semanas después contra los New York Jets cuando completó 4 de 5 pases para 79 yardas y lanzó el touchdown ganador del juego en un pase de 33 yardas al receptor abierto Jason Goode.
Brennan lideró a todos los novatos de la NFL 2008 en pases de touchdown, yardas por aire e índice de mariscal de campo durante la pretemporada. Terminó la pretemporada 2008 con una sólida actuación, con 36 de 53, para 411 yardas y tres touchdowns y sin intercepciones. Para la pretemporada, su porcentaje de pases completos fue del 67,9% y su índice de mariscal de campo fue de 109,9. También cargó el balón dos veces para 11 yardas. Fue colocado en la lista de reservas lesionados el 4 de septiembre de 2009, terminando así su temporada 2009, debido a un desgarro en el tendón de la corva y una lesión en la cadera. La lesión de cadera fue similar a la que sufrió mientras estaba en la universidad en Hawái y requirió cirugía.
El 2 de agosto de 2010, los Redskins cambiaron por el mariscal de campo de los Baltimore Ravens, John Beck, lo que convirtió a Brennan en prescindible. Posteriormente fue puesto en libertad.

### Oakland Raiders
El 7 de agosto de 2010, Brennan firmó con los Oakland Raiders. Brennan fue cortado el 4 de septiembre.

### Hartford Colonials
El 3 de junio de 2011, Brennan firmó con los Hartford Colonials en la United Football League para la temporada 2011. La liga suspendió las operaciones de los Colonials el 10 de agosto de 2011. Brennan no fue seleccionado por ninguno de los cuatro equipos restantes de la UFL en un draft de dispersión celebrado el 15 de agosto de 2011.

### Saskatchewan Roughriders
El 28 de febrero de 2012, Brennan firmó con los Saskatchewan Roughriders de la Canadian Football League. El anuncio se informó ampliamente en línea y atrajo una gran atención a raíz de él. Aunque se esperaba que fuera el suplente, los Roughriders firmaron más tarde al ex oficial de la NFL JT O'Sullivan, moviendo a Brennan hacia abajo en la tabla de clasificación. Brennan fue puesto en libertad el 11 de junio de 2012.

### Los Angeles Kiss
El 29 de octubre de 2013, Brennan fue asignado al Los Angeles Kiss de la Arena Football League. Sin embargo, los Kiss lo revocaron el 8 de marzo de 2014 después de que le diagnosticaran una lesión cerebral como resultado de un accidente automovilístico en 2010. La experiencia de Brennan con el Kiss se convirtió en el foco del primer episodio de 4th and Loud, una serie de telerrealidad sobre el equipo.

## Vida personal
Brennan se especializó en comunicaciones. El 16 de diciembre de 2007, Brennan recibió su Licenciatura en comunicaciones y una ovación de pie de 27 segundos. Barry Weinman, capitalista de riesgo radicado en Hawái, usó la camiseta número 15 de Brennan mientras pronunciaba el discurso de graduación en 2007
El primo de Brennan, Brent Brennan, es un entrenador de fútbol americano universitario que ha sido el entrenador en jefe en San Jose State desde 2017.
Brennan fue hospitalizado y registrado en estado grave después de sufrir un accidente automovilístico en Hawái el 19 de noviembre de 2010. El accidente lo dejó con costillas rotas y heridas en la cabeza y clavícula. Fue dado de alta del Queen's Medical Center el 27 de noviembre de 2010 y se dirigió a la casa de sus padres en el sur de California para continuar con su recuperación. Describió sus lesiones en 2014:

Todo lo que sé es que me desperté, seis, siete días después, [...] y era, y sigo siendo, una persona diferente. Sufrí lesión cerebral traumática. Solo tengo una pequeña cicatriz, ya sabes, en mi cerebro, pero está en un área que te vuelve impulsivo y emocional. Tuve que aprender a controlar eso..

### Incidencias legales
Brennan fue arrestado el 25 de julio de 2012 en Kailua, Hawaii, bajo sospecha de conducir bajo la influencia  de una droga peligrosa. Su nivel de alcohol en la sangre era del 0,17 por ciento, más del doble del límite legal para conducir un vehículo. Fue puesto en libertad al día siguiente sin cargos. En agosto de 2012, Brennan fue acusado de conducir en estado de ebriedad, pero no fue acusado de los residuos de cocaína encontrados en un paquete de plástico en su automóvil. A pesar de declararse no culpable en noviembre de 2012, Brennan se declaró culpable de conducir bajo los efectos del alcohol el 31 de julio de 2013 y pagó una multa de 300 dólares.
En 2015, Brennan presuntamente presentó un informe policial falso de que su vehículo fue robado, algo que su abogado atribuyó a problemas de memoria derivados de sus lesiones en el accidente automovilístico de 2010. Posteriormente se retiraron los cargos.
El 10 de diciembre de 2019, Brennan fue arrestado una vez más por operar un vehículo bajo la influencia del alcohol en Kaneohe.
El sábado 1 de agosto de 2020, Brennan fue arrestado por entrar sin autorización y negarse a salir de un hotel en Kailua-Kona mientras estaba "muy intoxicado". Fue acusado de allanamiento de morada en segundo grado; la fianza se fijó en 250 dólares, pero permaneció en la cárcel hasta su audiencia el lunes siguiente. El juez concedió la solicitud de su abogado de libertad supervisada por el tribunal sin fianza hasta su próxima comparecencia ante el tribunal programada a finales de ese mes.

### Fallecimiento
Brennan fue encontrado inconsciente en una habitación de hotel en Newport Beach, California y fue enviado al hospital. Unos días después, el 10 de mayo de 2021, Brennan falleció.